# Alloscirtetica giacomeli
Alloscirtetica giacomeli är en biart som beskrevs av Urban 1977. Alloscirtetica giacomeli ingår i släktet Alloscirtetica och familjen långtungebin. Inga underarter finns listade i Catalogue of Life.